# Samuel Šefčík
Samuel Šefčík, též Samuel Ševčik (13. září 1918 – 6. června 1979), byl slovenský a československý politik Komunistické strany Slovenska a poúnorový poslanec Národního shromáždění ČSR a Národního shromáždění ČSSR.

## Biografie
Ve volbách roku 1954 byl zvolen za KSS do Národního shromáždění ve volebním obvodu Malacky-Skalica. Mandát obhájil za KSS ve volbách v roce 1960 (nyní již jako poslanec Národního shromáždění ČSSR za Západoslovenský kraj). V parlamentu setrval až do konce funkčního období, tedy do voleb roku 1964.
K roku 1954 se profesně uvádí jako kombajnér v STS Malacky.